# 에우세비오 디 프란체스코
에우세비오 디 프란체스코(이탈리아어: Eusebio Di Francesco, 1969년 9월 8일 ~)는 전직 이탈리아의 축구 선수이고 현재는 감독이다. 그는 최근 세리에 A에 참가중인 베네치아의 감독직을 수행하고 있다.

## 선수시절 경력
디 프란체스코는 토스카나의 축구팀 엠폴리, 루케세에서 선수 생활을 시작했다. 1995년에 그는 피아첸차에 입단하여, 1부 리그에서 정기적으로 출전 할 수 있는 기회를 얻었다. 1997년에 로마에 입단하여, 2001년 리그 우승과 몇 차례의 이탈리아 축구 국가대표팀에 출전을 하기도 하였다. 이 성공후로, 그는 20억 이탈리아 리라에 피아첸차로 돌아갔고 안코나, 페루자를 거친후 2005년에 은퇴를 했다.

## 감독 경력
현역 생활을 마친뒤, 그는 로마에서 일을 했다. 2007년에는 세리에 C2팀 발 디 산그로에서 단장(이적 업무)으로 활약했다. 2008년에 그는 레가 프로 프리마 디비시오네에 참가중이던 비르투스 란차노의 감독으로 부임했으나, 후에 2009년 1월에 부진한 성적으로 인해 경질되었다.
세리에 B 2010-11 시즌에 디 프란체스코는 페스카라의 감독으로 부임하여, 인상적인 시즌을 이끌었고 또한 매력적인 축구를 구사했다. 2011년 6월에 그는 세리에 A 팀 레체의 공석인 감독직을 맡기로 결정되어, 페스카라와 합의를 통해 팀을 떠났다. 하지만 부임한후 13경기에서 승점 8점을 거두는데 그치고 리그 하위권에 이르게 되자, 2011년 12월 4일에 해임되었다.
2012년 6월 19일, 디 프란체스코는 세리에 B 팀 사수올로의 감독으로 부임했다. 2012-13 시즌이 종료할때, 그는 팀을 리그 우승과 1부 리그 승격을 이뤄냈다. 그는 부진한 성적으로 인해서 2014년 1월 28일에 경질되었지만, 그가 떠나고 나서 나아지는 것이 없자, 2014년 3월 3일에 그를 재부임시켰다. 2014년 3월부터 경기 결과는 향상되었고 디 프란체스코는 긍정적인 결과(시즌 종료 7경기에서 승점 13점을 획득함)를 냈던 덕에 팀을 강등으로부터 성공적으로 구해냈다. 2014년 6월에 사수올로는 디 프란체스코와 2016년까지 연장 계약을 맺었다.

## 개인 삶
에우세비오는 페데리코 (1994년생)이라는 아들이 있으며, 그 역시도 아버지를 따라서 역시 축구 선수가 되고 있다. 페데리코는 2013년 3월에 18살에 나이에 세리에 A에 데뷔했다.